# The Waitresses
The Waitresses – amerykańska grupa new wave z lat 80.
Zespół powstał w 1978 roku w mieście Akron w stanie Ohio. W skład zespołu wchodzili gitarzysta Chris Butler, wokalistka Patty Donahue, klawiszowiec Dan Klayman, saksofonista Mars Williams, basistka Tracy Wormworth oraz perkusista Billy Ficca. Pod koniec lat 70. grupa przeniosła się do Nowego Jorku, gdzie w 1978 roku wydała singel nakładem Clone.
W 1982 roku Waitresses podpisali kontrakt z wytwórnią Ze Records będącą własnością Polydor Records. W tym samym roku ukazała się debiutancka płyta zespołu. Album Wasn't Tomorrow Wonderful? oraz promujący ją singel „I Know What Boys Like” były największym osiągnięciem zespołu docierając do pierwszej pięćdziesiątki amerykańskiej listy przebojów. Również w 1982 roku wydany został minialbum I Could Rule the World if I Could Only Get the Parts, w Wielkiej Brytanii pod nazwą Make the Parts. Drugi i jednocześnie ostatni album studyjny ukazał się pod nazwą Bruiseology 1983 roku.

## Dyskografia
- Wasn't Tomorrow Wonderful (1982)
- I Could Rule the World if I Could Only Get the Parts
- Bruiseology (1983)
- King Biscuit Flower Hour (live, 1997)
- Best of (kompilacja, 1990)
- 20th Century Masters – The Best of the Waitresses (2003)